# Коранус сірий
Коранус сірий (Coranus griseus) — вид комах з родини Reduviidae. Ентомофаг. 

## Морфологічні ознаки
8,5–11,2 мм. Відносно широкий та кремезний (довжина тіла в 2,3–3,1 рази більша за ширину) порівняно з іншими видами роду. Сірий або бурувато-сірий, іноді майже чорний. Черевце (під надкрилами) червоне або жовтогаряче. Перший членик вусиків завжди коротший голови.

## Поширення
Ареал охоплює Південну Європу, південно-західну Африку, Кавказ, Передню та Середню Азію. 
В Україні - Крим.

## Особливості біології
Активний у сонячні дні на сухих, відкритих або порослих рідколіссям трав’янистих схилах з розрідженою рослинністю. Личинки зустрічаються протягом усього літа. Личинки та імаго живуть під камінням, сухим тваринним послідом, чебрецем та рослинною підстилкою. Хижак. Живиться різноманітними дрібними комахами.

## Загрози та охорона
Заходи охорони не проводились. Доцільно створювати ентомологічні заказники в місцях реєстрації виду.